# الأبطال الخفيون
الأبطال الخفيون هي شركات صغيرة نسبيًا ولكنها ناجحة للغاية ويتم إخفاؤها خلف ستار من الغموض وعدم الوضوح وأحيانًا السرية. صاغ هذا المصطلح هيرمان سيمون. استخدم المصطلح لأول مرة كعنوان لمنشور في مجلة علمية ألمانية إدارية، يصف قادة الأسواق العالمية المتخصصين للغاية في ألمانيا. وفقًا لتعريفه، يجب أن تستوفي الشركة ثلاثة معايير حتى تُعتبر بطلاً مخفيًا:
1. رقم واحد، اثنان، أو ثلاثة في السوق العالمية، أو رقم واحد في مجالها، تحددها حصتها في السوق
2. الإيرادات أقل من 5 مليارات دولار
3. تدني مستوى الوعي العام

يبلغ عدد هذه الشركات في العالم هو 2700, 1300 منها في ألمانيا.

## اكتشاف الأبطال الخفيين

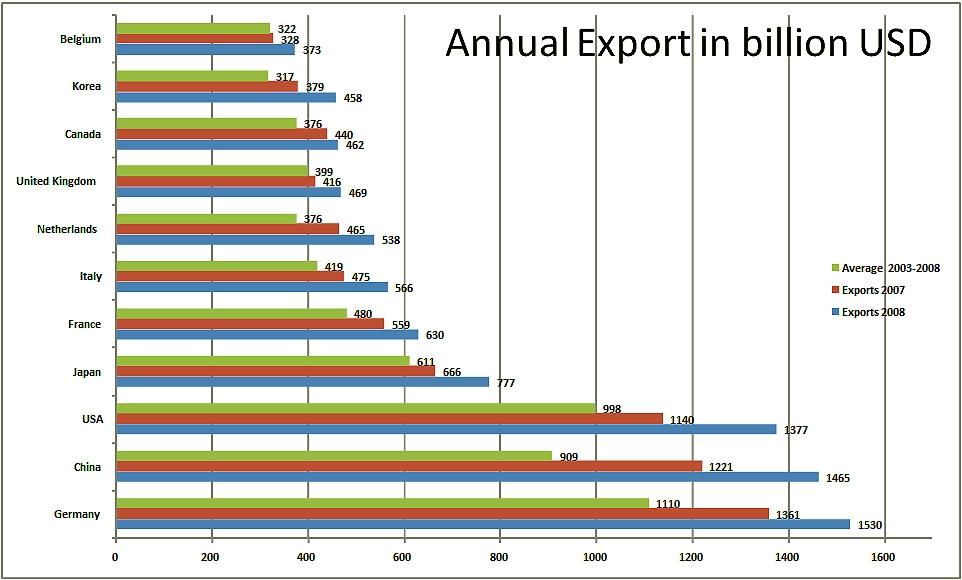
الصادرات السنوية 2003-2008 حسب الدول المختلفة

أول كتاب باللغة الإنجليزية حول هذا الموضوع هو كتاب هيرمان سيمون ابطال مخفيون: دروس من 500 من أفضل الشركات غير المعروفة في العالم. يستكشف الكتاب كيف كانت ألمانيا قادرة دائمًا على أن تكون (في ذلك الوقت) المصدر رقم واحد في العالم. في حين أن ألمانيا لديها شركات عالمية مثل فولكس فاجن وسيمنز، فإن هذه المنظمات لا تختلف اختلافًا جوهريًا عن منظمات مثل شركة فورد أو جنرال إلكتريك. يفترض سايمون أن صادرات ألمانيا القوية مدعومة من قبل عدد كبير من الشركات متوسطة الحجم. لا تعرف هذه الشركات الأصغر عادةً في أسواقها إلا من قبل عملائها ومورديها، وهي غير معروفة نسبيًا لعامة الجمهور. عندما تكون هذه الشركات ناجحة للغاية في الأسواق الدولية، تصبح بطلة خفية.
أجرى سايمون هارمن بحثًا مفصلاً على 500 شركة من هذه الشركات ووضع إطارًا لوصفها. تمكن الإطار أيضًا من تحديد الاختلافات الرئيسية والسمات المشتركة للأبطال الخفيين. مع وجود هذا الإطار في متناول اليد، وجد أن هناك أبطالًا مخفيين في كل مكان حول العالم، ولكنهم غالبًا ما يوجدون في البلدان الناطقة بالألمانية.

## عوامل النجاح
معظم الأبطال الخفيين ينتجون منتجات غير واضحة. في السوق لهذه المنتجات هم أكبر منتج في العالم. غالبًا، ولكن ليس دائمًا، هذه الشركات مملوكة لعائلات خاصة. ويقومون بتصدير معظم منتجاتهم، وبالتالي يساهمون بشكل كبير في الحساب الجاري لبلدانهم، وهم أكثر نجاحًا من المتوسط.
إن فكرة قيادة السوق تعني أكثر من احتساب حصة السوق. يحتاج القادة كموظفين إلى شعلة داخلية ليصبحوا رقم واحد. يعمل الأبطال الخفيون عادة في الأسواق المتخصصة. بالنسبة لهذه الأسواق، يصممون منتجات فريدة يتم إنتاجها بنسبة إنتاج صافية عالية. عليهم أن يتقبلوا خطر كونهم مصنعي منتج واحد. وهي تقسم بين حصة السوق «الجيدة» و «السيئة». يتم الحصول على الربح من خلال الأداء والأساس متين.
من نتائج العمل مع منتجات فريدة في الأسواق المتخصصة غالبًا ما تكون الحاجة إلى التعامل في السوق العالمية من أجل تحقيق وفورات الحجم. لهذا السبب، يشعر الأبطال الخفيون بحاجة قوية للعمل في الخارج مبكرًا في تطوير شركاتهم. يعمل الأبطال الخفيون أيضًا بالقرب من عملائهم، وتعتبر احتياجات عملائهم محركًا مهمًا لابتكاراتهم. من ناحية أخرى، يعتمد عملاء الأبطال المخفيين على منتجاتهم ولا يمكنهم بسهولة تغيير مصدرهم. غالبًا ما يؤدي هذا إلى مستوى عال من الاعتماد المتبادل بين المنتج والعميل، نتيجة لمخاطر منتج واحد.
أنشأ الكثير من الأبطال الخفيين منتجهم الرئيسي باعتباره ابتكارًا وتمكنوا من الحفاظ على هذا المركز الفردي في السوق، أو كانوا على الأقل قادرين على الاحتفاظ بمكانة رائدة. أسواقهم في الغالب احتكار القلة مع المنافسة الشديدة.
نادرًا ما تكون المزايا التنافسية للأبطال المخفيين بسبب قيادة التكلفة، وأكثر بسبب الجودة والتكلفة الإجمالية للملكية والأداء العالي والاستشارات القريبة من العميل. إنهم يكسبون ريادتهم في السوق من خلال الأداء وليس من خلال عدوان الأسعار. غالبًا ما يتم تحقيق نسبة صافي إنتاج عالية حقيقية من خلال العمل مع عمليات الملكية التي تجعل من الصعب على المنافسين تقليد منتجاتهم. من ناحية أخرى، غالبًا ما يتم الاستعانة بمصادر خارجية لمهام الإدارة مثل التمويل.
يبدو أيضًا أنه من الواضح أنه للحفاظ على ريادة السوق، يقوم الأبطال الخفيون بممارسة الأعمال التجارية بمفردهم، بدلاً من الاعتماد على العمل بالتعاون مع الآخرين. غالبًا ما يتم تنظيم المبيعات في البلدان بالخارج من قاعدة الشركة الأم. هذا يحافظ على الدراية الكبيرة في الداخل، ويساعد على توظيف موظفين مؤهلين تأهيلاً عالياً في شركة صغيرة.
الثقافة المؤسسية للأبطال الخفيين مميزة. قيمهم محافظة:
- العمل الشاق
- الاختيار الصارم
- عدم تحمل الأداء الضعيف
- انخفاض معدلات المرض
- الولاء العالي للموظفين
- الإقامة في المدن الصغيرة.
- أسلوب القيادة استبدادي في القضايا الاستراتيجية ولكنه تشاركي على مستوى العمليات.
- يتعرف القادة على أنفسهم مع الشركة، ويركزون على منتجاتهم، ويبقون لفترة طويلة، أطول بكثير من المعتاد في الشركات العامة الكبيرة.

من المشاكل الخطيرة للأبطال الخفيين، كما هو الحال بالنسبة للشركات الصغيرة والمتوسطة بشكل عام، جذب المهنيين الدوليين. يحتاج الأبطال الخفيون إلى أشخاص سعداء للعيش في مكان بعيد، والذين ينجذبون إلى المحتوى الوظيفي، والذين لا يهتمون كثيرًا بمسار مهني رسمي وموصوف. في ألمانيا، يُعرف مفهوم البطل الخفي إلى حد ما، وبالتالي يمكن للأبطال الخفيين استخدام هذا التصنيف لتجنيد الموظفين.

## الدروس المستفادة من الأبطال الخفيين
يقدم الأبطال الخفيون مثالاً على أفضل الممارسات. في حين أن الكثير من الأعمال التجارية محلية، يمكن أن يكون الهدف هو أن تصبح رقم واحد في مثل هذه السوق المحلية.
قد تجد الشركات الكبيرة أيضًا بعض الدروس المثيرة للاهتمام حول الإدارة الدولية. تعلم شركات الأبطال الخفيين أن الإدارة الاستثنائية تعني القيام بأشياء صغيرة أفضل من المنافسين بدلاً من إدارة شيء واحد عظيم فقط. البساطة في العمليات والهياكل التنظيمية هي درس آخر. قد يجد المستثمرون شركات حازمة ومركزة بشكل واضح وناجحة بشكل مستمر.

## قائمة الأبطال الخفيين المختارين
هذه قائمة الشركات التي اختارها هيرمان سيمون في عام 2009 تعطي فكرة عن ماهية شركات الأبطال الخفيين: 
- 3B العلمية (الوسائل التعليمية التشريحية) [8]
- ARCITECTA [9] (منصة إدارة البيانات)
- اري (كاميرات السينما)
- بلفور (إزالة أضرار الحريق والمياه)
- Beluga Shipping (شركة شحن ثقيل؛ معسر)
- شركة البوبكات (المعدات الزراعية والبناء)
- براينلاب (البرامج والأجهزة الطبية)
- Corticeira Amorim (منتجات الفلين)
- De La Rue (أنظمة الطباعة الأمنية وصناعة الورق ومعالجة النقد)
- DELO Industrie Klebstoffe (مواد لاصقة لبطاقات الشريحة)
- امبراير (طائرات إقليمية)
- ديكسون كونستانت (المنسوجات التقنية للستائر، وأغطية الشاحنات، إلخ.)
- Enercon (توربينات الرياح)
- EOS GmbH (أنظمة النماذج الأولية السريعة)
- Essel Propack (أنابيب معجون الأسنان)
- Friwo Gerätebau GmbH (أجهزة الشحن، وإمدادات الطاقة، والسائقين بقيادة، وحزم البطارية)
- Josef Gartner GmbH (واجهات ناطحات السحاب، التابعة لشركة Permasteelisa)
- Gallagher Group Limited (سياج كهربائي، مواشي، معدات وزن)
- هانز جيرييتس (مصنع واحد للستائر الكبيرة)
- هاماماتسو الضوئيات (أجهزة استشعار بصرية بما في ذلك أنابيب المضاعف الضوئي)
- Heraeus Electro-Nite (قياس ومراقبة ومراقبة العمليات المعدنية المنصهرة)
- ضبط HiFi (تطوير وهندسة أفضل الصمامات، من الفضة الخالصة والذهب)
- Höganäs AB (معادن مسحوق)
- SOS الدولية (المساعدة الطبية والرعاية الصحية والأمن وإدارة المخاطر)
- جامبا! / Jamster (نغمات رنين الهاتف الخليوي) [10]
- Jungbunzlauer النمساوية (خلات الصوديوم)
- Klais Orgelbau (الأعضاء الكبيرة)
- منسوجات لانتال السويسرية (كبائن لطائرات الركاب)
- شركة مكيلهيني (صلصة تاباسكو)
- موليكس (المكونات الإلكترونية، بما في ذلك الكهرباء والألياف البصرية)
- NetJets (الملكية الجزئية واستئجار طائرات الأعمال الخاصة)
- نيشا للطباعة (لوحات لمس صغيرة)
- Nivarox (آلية تنظيم داخل ساعات المعصم)
- Nordischer Maschinenbau Rud. بادر (مورد أنظمة تجهيز الأسماك)
- Omicron NanoTechnology (مجس المسح ومجاهر شبكة الأنفاق)
- Orica (المتفجرات الصناعية)
- PERI GmbH (صب الخرسانة والسقالات)
- Petzl (معدات التسلق، معدات الكهوف، معدات العمل على ارتفاع)
- Phoenix Contact (كتل طرفية، وموصلات، وحلول واجهة، وأتمتة صناعية)
- PLANSEE (مواد عالية الأداء)
- Q-Cells (الطاقة الشمسية، الخلايا الشمسية)
- Radiall (مكونات الربط الإلكتروني)
- Sachtler (حوامل ثلاثية لكاميرات الأفلام)
- SAES حاصل على (حاصل منتج)
- سابى (ورق ناعم مغلف)
- Schwank (التدفئة الصناعية) [11] [12] [13]
- SGS ، Société Générale de Surveillance (خدمات الفحص والتحقق والاختبار وإصدار الشهادات)
- Tandberg و Polycom (أنظمة التداول بالفيديو)
- OC Tanner (برامج التعرف على الموظفين)
- تكنوجيم (معدات اللياقة البدنية)
- Tetra (لوازم أحواض السمك والأحواض)
- تقنيات ULVAC (تقنية الفراغ)
- Universo SA (أيدي ساعة اليد)
- WET (تدفئة مقعد السيارة)
- Webasto (سخانات يتم التحكم فيها عن بعد للسيارات)
- الطاقة في جميع أنحاء العالم (الطاقة الخضراء)
- Zimmer Holdings و DePuy و Biomet و Stryker Corporation (جميع الغرسات، وتقع في منطقة وارسو ، إنديانا)

## كتب ودراسات
- استراتيجيات تدويل الأبطال الخفيين: دروس من ألمانيا. مراجعة الأعمال متعددة الجنسيات، 26 (1)، 2-24.
- أبطال مخفيين  : كيف يمكن للشركات الصغيرة والمتوسطة الموجهة نحو التكنولوجيا أن تحقق نسب مبيعات تصدير عالية
- الأبطال الخفيون لصناعة الغابات قبل الميلاد: هل الشركات الصغيرة في طليعة ابتكار سلسلة القيمة؟
- قادة السوق العالمية.
- أبطال مخفيون: دور الابتكار والاستراتيجية.
- نماذج الأعمال في مجال الخدمات اللوجستية: بحثًا عن الأبطال الخفيين ومبادئ أعمالهم والمفاهيم الخاطئة الشائعة في الصناعة .
- أبطال خفيون: دروس من 500 من أفضل الشركات غير المعروفة في العالم. .
- الأبطال الخفيون في القرن الحادي والعشرين: إستراتيجيات النجاح لقادة السوق العالمية غير المعروفين.
- المعجزة الألمانية تستمر في العمل: كيف يبقى أبطال ألمانيا المختبئون في الاقتصاد العالمي في برلين
- مراجعة إستراتيجية الأعمال غير المألوفة
- منطقة البطل المخفية شتوتغارت
- تدويل الأبطال الخفيين: دخول السوق واستراتيجيات التوقيت مع حالات الإدارة الدولية وأخلاقيات العمل